# CPR (음악 그룹)
CPR은 대한민국의 음악 그룹이다. 2017년 싱글 《실화 Part.1》으로 데뷔했다.

## 방송
- 제28회 CBS 크리스천 뮤직 페스티벌 (2017) - 금상

## 음반
- 실화 Part.1 (2017)
- 실화 Part.2 (2017)
- 실화 Part.3 (2018)
- 제28회 CBS 크리스천뮤직페스티벌 (2018)
- 내 마음속에 저장 (2019)